# كارل هايم
كارل هايم (بالألمانية: Karl Heim)‏ هو أستاذ جامعي ألماني، ولد في 20 يناير 1874 في Frauenzimmern ‏ في ألمانيا، وتوفي في 30 أغسطس 1958 في توبينغن في ألمانيا.

## وصلات خارجية
- كارل هايم على موقع مونزينجر (الألمانية)